# 哈馬黑拉海

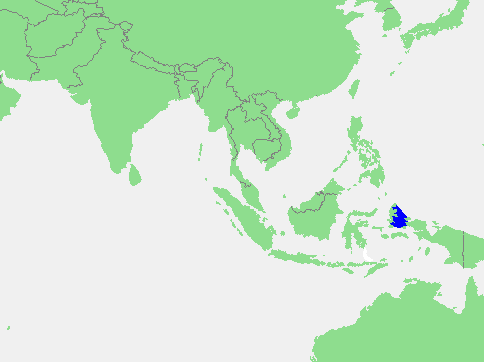

哈馬黑拉海是印度尼西亞的一個海，北臨太平洋，東毗衞吉島和巴丹塔島，南接塞蘭海，西鄰哈馬黑拉島，面積約95,000平方公里，最大水深2,039米。
1°S 129°E / 1°S 129°E